# Dorothea Krook-Gilead
Dorothea Krook-Gilead (en hébreu : דורותיאה קרוק-גלעד), née le 11 février 1920 à Riga et décédée le 13 novembre 1989, est une femme de lettres israélienne, traductrice et professeur de littérature anglaise à l'université hébraïque de Jérusalem et à l'université de Tel-Aviv.

## Biographie
Dorothea Krook-Gilead est née à Riga en Lettonie et déménagea en Afrique du Sud à l'âge de huit ans. Elle fut diplômé en littérature anglaise à l'université du Cap. En 1946, elle fut récompensée d'une bourse du Newnham College à l'Université de Cambridge, où elle obtint un doctorat et y passa 14 ans comme chargée de recherche et assistante-conférencière. Elle eut parmi ses étudiants, la poétesse Sylvia Plath, qui écrivit que Dorothea Krook constituait son idéal de carrière féminine et d'être humain hors-du-commun. Lorsqu'elle était à Newnham, Dorothea Krook publia son premier travail critique majeur, Three Traditions of Moral Thought.
En 1960, elle immigra en Israël et commença à enseigner à l'Université hébraïque de Jérusalem dans le département de littérature britannique.
Dorothea Krook épousa le poète Zerubavel Gilad en 1968 et devint membre du kibboutz Ein Harod. Elle traduisit beaucoup de ses poèmes en anglais.

## Récompenses et distinctions
Reçue en 1974 à l'Académie israélienne des sciences et lettres, Dorothea Krook-Gilead avait reçu l'année précédente (1973) le prix Israël en lettres,.

## Œuvres publiées
- (en) Three traditions of moral thought New York, Cambridge University Press, 1959.
- (en) The Ordeal of Consciousness in Henry James Cambridge, England 1962.
- (en) Elements of tragedy Yale University Press, 1969.
- (en) John Sergeant and his circle: a study of three seventeenth-century English Aristotelians (avec Beverly C. Southgate) E.J. Brill, 1993.